# Tipula draconis
Tipula draconis är en tvåvingeart som beskrevs av Alexander 1964. Tipula draconis ingår i släktet Tipula och familjen storharkrankar. Inga underarter finns listade i Catalogue of Life.